# Knochendichtemessung
Als Knochendichtemessung, auch Osteodensitometrie, werden medizinisch-technische Verfahren bezeichnet, die zur Bestimmung der Knochendichte bzw. des Kalksalzgehaltes des Knochens dienen. Standard ist die Dual-Röntgen-Absorptiometrie (DXA), darüber hinaus gibt es aber weitere Verfahren wie die Quantitative Computertomographie oder eine standardisierte Ultraschalluntersuchung.
Das Verfahren dient zur Diagnose und Kontrolle einer Osteoporose und anderer Knochenstoffwechselstörungen mit erhöhtem Risiko eines Knochenbruchs. Hiervon sind vor allem Frauen nach den Wechseljahren, Männer über 50 Jahre, Raucher, Alkoholiker und Menschen mit Mangelernährung bzw. vermindertem Vitamin-D-Spiegel betroffen. Auch bestimmte Erkrankungen wie die Schilddrüsenüberfunktion oder Medikamente wie Kortikoide begünstigen den Substanzverlust der Knochen.

## Messverfahren
Die gebräuchlichen Verfahren zur Osteodensitometrie nutzen die dichteabhängige Schwächung von Röntgenstrahlen. Es gibt dedizierte Geräte, die entweder radioaktive Quellen oder Röntgenröhren einsetzen, oder die Untersuchung wird an Computertomographen ausgeführt.

### Dual-Röntgen-Absorptiometrie (DXA/DEXA)

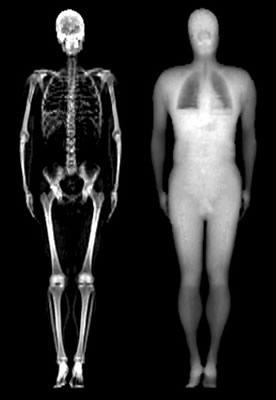
Ganzkörper-DEXA-Scan (links Knochen, rechts Weichteile)

Während bei herkömmlichen digitalen Röntgenverfahren lediglich eine Röntgenquelle eingesetzt wird, setzt das Dual-Röntgen-Absorptiometrie-Verfahren (engl. dual-energy X-ray absorptiometry, DXA oder DEXA) gleichzeitig zwei energetisch leicht unterschiedliche Röntgenquellen ein. Materialien mit unterschiedlicher Dichte zeigen in Abhängigkeit von der Energie der Röntgenstrahlung unterschiedliche Schwächungscharakteristiken. Für jeden Messpunkt im Röntgenbild existieren also beim DEXA-Verfahren zwei Schwächungswerte für die zwei eingesetzten Röntgenstrahlenergien. Dementsprechend können im Vergleich zum herkömmlichen Röntgenverfahren nicht nur die allgemeine Schwächung durch den gesamten Körper gemessen, sondern auch verschiedene Materialien genauer unterschieden werden. Wichtig hierfür ist ein möglichst großer Unterschied der jeweiligen Dichte.
Beim Einsatz am Menschen werden dabei drei Gewebearten unterschieden: Knochen-, Muskel- und Fettgewebe. Es stehen jedoch nur zwei Messwerte zur Verfügung. Um zwischen diesen zu unterscheiden, müssen zusätzliche Annahmen getroffen werden, die je nach Anwendungsgebiet zu mehr oder weniger großen Messfehlern führen. Das DXA-Verfahren eignet sich beispielsweise zur Bestimmung der Körperzusammensetzung aus Knochen-, Fett- und Muskelmasse. Es liefert keine Information über die dreidimensionale Geometrie des Messobjektes und somit keine Dichtewerte im physikalischen Sinne (SI-Einheit der Dichte: kg/m³), sondern eine flächenprojizierte Masse (SI-Einheit: kg/m², auch als Flächendichte bezeichnet).

### Quantitative Computertomographie (QCT/pQCT)

pQCT-Messung am Radius nahe Handgelenk (Knochen im Querschnitt) – deutlich zu erkennen: Fettgewebe (dunkelgrau), Weichteilgewebe wie Muskeln, Gefäße und Bänder (hellgrau), Knochenwand (Kortikalis) (weiß), Spongiosa (rot)

Die quantitative Computertomographie (QCT, qCT) sowie die periphere quantitative Computertomographie (pQCT) sind Spezialformen der Computertomographie, eines bildgebenden Verfahrens auf der Basis von Röntgenstrahlung. Bei herkömmlichen CT-Verfahren wird die exakte Dichte jedes einzelnen Volumenelementes (sogenanntes Voxel) nur als Grauwert ermittelt, der erst nach einer Kalibrierung als Knochendichtewert angegeben werden kann.
Im Gegensatz zur herkömmlichen CT bestimmt das QCT/pQCT-Verfahren die physikalische Dichte als Masse/Volumen jedes Voxels sehr genau. Um dies zu gewährleisten, muss das Messsystem Nichtlinearitäten und Drifts von Röntgenröhre und Röntgendetektoren während der Messung aufwändig kompensieren. Während QCT-Systeme in der Regel zur Messung des gesamten Körpers (Ganzkörperscanner) ausgelegt sind, beschränken sich die preisgünstigeren und kompakteren pQCT-Systeme auf die Peripherie, also beispielsweise Arme, Beine oder auch Kopf.
Zusätzlich zur präzisen Bestimmung der lokalen Knochendichte wird bei computertomographischen Verfahren auch die Knochengeometrie im Querschnitt erfasst. Aus der so ermittelten Kombination aus Materialeigenschaften (z. B. Dichte) und der Materialverteilung (Struktureigenschaften) über den Querschnitt lassen sich mechanische Parameter des Knochens, wie beispielsweise der Stress-Strain-Index (SSI) berechnen. Somit kann zusätzlich zur Knochendichte auch ein Maß für die mechanische Knochen-Festigkeit berechnet werden, die sich aus der Kombination von Materialeigenschaften, Geometrie und Richtung der Krafteinwirkung ergibt.

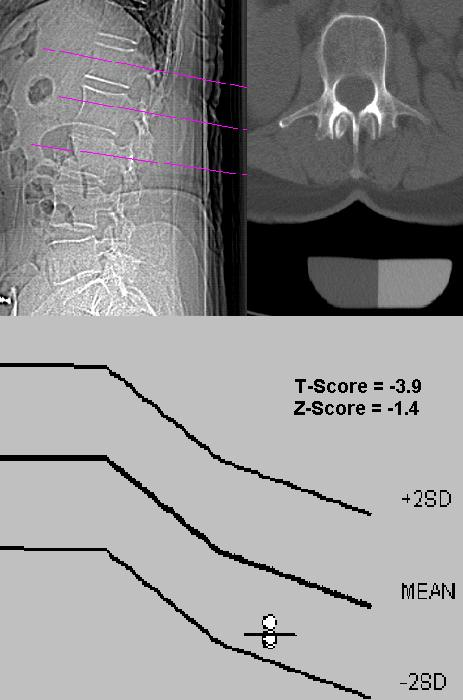
QCT an der Lendenwirbelsäule

Im Gegensatz zum DXA-Verfahren (Dual-Energy X-ray Absorptiometry), das eine flächenprojizierte Masse (kg/m²) misst, geben QCT/pQCT-Verfahren die physikalische Dichte (kg/m³) jedes Volumenelements (Voxel) an. Die Messwerte aus QCT/pQCT-Verfahren bilden relativ genau mechanische Parameter wie beispielsweise die Knochenfestigkeit oder Biegefestigkeit ab. Zudem lässt sich beim QCT/pQCT Verfahren auch der Mineralgehalt der unterschiedlichen Knochenbestandteile wie Kortikalis (Knochenwand) und Spongiosa (schwammartige Struktur im Inneren des Knochens im gelenknahen Bereich, aufgebaut aus sog. Trabekeln) getrennt analysieren. Aufgrund der erhöhten Knochenstoffwechsel-Funktion im Bereich der Spongiosa sind krankhafte Veränderungen, wie sie beispielsweise bei Osteoporose auftreten, früher und deutlicher zu erkennen als bei der im DXA-Verfahren effektiv durchgeführten Mittelung über den gesamten Knochenquerschnitt. Die Zusammensetzung des Körpers (Muskel-, Fett- und Knochenmasse) kann hingegen nur lokal und nicht wie beim DXA/DEXA-Verfahren über den gesamten Körper hinweg bestimmt werden.
Bei der pQCT wie auch DXA wird in etwa dieselbe Strahlendosis von etwa 1–2 μSv eingesetzt.
Die (zentrale) QCT arbeitet mit erheblich höheren Strahlendosen (25–360 μSv). Die jährliche natürliche Hintergrundbelastung beträgt etwa 2400 μSv, die Belastung durch einen Transatlantikflug liegt bei etwa 50 μSv.

### Sonographie
Spezielle Ultraschall-Geräte, die aufgrund der Laufzeiten und Reflexionen des Schalls in den Extremitäten auf die Knochendichte schließen, sind ebenfalls verfügbar. Ihre Brauchbarkeit für diesen Zweck ist jedoch umstritten.

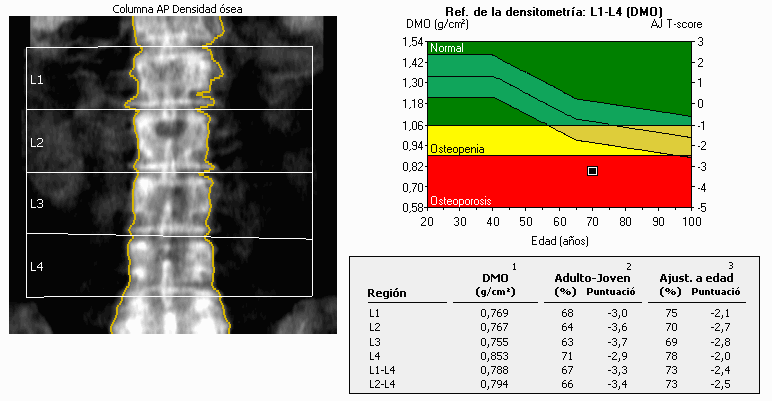
In diesem Beispiel einer DXA-Knochendichtemessung von der Lendenwirbelsäule liegt eine manifeste Osteoporose vor. Der T-Score beträgt für L1-L4 -3,3. Der Z-Score liegt bei -2,4.

### Darstellung der Ergebnisse

#### t-Wert
Die verschiedenen Methoden und Geräte sind nicht untereinander vergleichbar. Darum sollten im Befund keine absolute Dichte (außer in der qCT oder pQCT) oder Flächendichte angegeben werden, sondern die Abweichungen vom (geschlechtsspezifischen) Normalen in Vielfachen einer Standardabweichung (als sogenannter t-Wert, engl. t-score, Größe der Dimension Zahl).
Nach der gültigen Definition der WHO liegt eine Osteoporose vor, wenn der Messwert der Knochendichtemessung mindestens 2,5 Standardabweichungen unter dem Durchschnitt der geschlechtsgleichen 30-jährigen Gesunden (peak bone mass) liegt, d. h., ein t-Wert ≤ –2,5 vorliegt. Zwischen –1 und –2,5 Standardabweichungen wird von einer reduzierten Knochendichte, einer Osteopenie, gesprochen. Ab einem t-score Wert von −2,6 liegt eine deutlich reduzierte Knochendichte vor und es besteht eine erhöhte Knochenbruchgefahr Osteoporose.
| Grad | t-Wert      | Frakturen                                                       | Klassifikation der WHO       |
| ---- | ----------- | --------------------------------------------------------------- | ---------------------------- |
|      | +1 bis –1   | Keine Frakturen                                                 | Normalbefund                 |
| 0    | –1 bis –2,5 | Keine Frakturen                                                 | Osteopenie                   |
| 1    | ab –2,5     | Keine Frakturen                                                 | präklinische Osteoporose     |
| 2    | ab –2,5     | 1 bis 3 Wirbelkörperfrakturen                                   | manifeste Osteoporose        |
| 3    | ab –2,5     | multiple Wirbelkörperfrakturen, oft auch extraspinale Frakturen | Fortgeschrittene Osteoporose |

#### z-Wert
Neben dem Bezug des t-Werts auf die peak bone mass einer jungen Vergleichspopulation wird oft der z-Wert angegeben, der einen Vergleich mit einer Population desselben Alters ausdrückt, ebenfalls als Angabe der Standardabweichungen unter dem Mittelwert.

## Kostenaspekte
In Deutschland sind etwa 800 Messplätze in Arztpraxen und Krankenhäusern verfügbar. Es ist umstritten, ob vergleichbar gute Voraussagen der Frakturgefahr auch ohne apparative Messung, nur aufgrund anamnestischer Informationen möglich sind. Vor dem Jahr 2000 wurden von Ärzten (nach Angaben der Gesetzlichen Krankenkassen) sehr viele Knochendichtemessungen ohne klaren Nutzen angefertigt und abgerechnet.
Die Kosten der Untersuchung wurden darum von der GKV seit dem 1. April 2000 nur noch getragen, wenn der Patient bereits einen Knochenbruch – ohne äußeren Anlass – erlitten hatte, und bei hochgradigem Verdacht auf eine Osteoporose (= verminderter Kalksalzgehalt). Privatpatienten und Selbstzahler zahlen nach der GOÄ (amtliche Gebührenordnung für Ärzte) zwischen 18 und 32 Euro sowie meist weitere Zuschläge. Dieser Betrag ist seit 1996 in den alten Bundesländern konstant geblieben, in den neuen Bundesländern durch Gebührenanpassungs-Verordnungen (GbAV) des Bundes erst zum 1. Januar 2007 dem Westniveau angeglichen worden.
Die Voraussetzungen, die erfüllt sein müssen, um eine Osteodensitometrie (Knochendichtemessung) zu Lasten der gesetzlichen Krankenversicherung (GKV) verordnen zu können, wurden im Februar 2013 wieder gelockert. Der Gemeinsame Bundesausschuss (G-BA) kam zu dem Ergebnis, dass die Osteodensitometrie dann zu Lasten der GKV erbracht werden kann, wenn aufgrund konkreter Befunde eine gezielte medikamentöse Behandlungsabsicht besteht. Als ein derartiger Befund gilt zwar weiterhin eine klinisch erkennbare Fraktur ohne adäquates Trauma, beispielsweise eines Wirbelkörpers. Eine solche Konstellation muss jedoch nicht mehr zwingend vorliegen. Dies gilt insbesondere dann, wenn die Messung der Knochendichte zum Zweck der Überprüfung der laufenden Therapie wiederholt werden soll.